# 让-弗朗索瓦-贝特朗·戴尔马
让-弗朗索瓦-贝特朗·戴尔马（法語：Jean-François-Bertrand Delmas，法語發音：[ʒɑ̃ fʁɑ̃swa bɛʁtʁɑ̃ dɛlmas]，1751年1月3日—1798年7月1日），法国大革命时期的政治人物。